# Ponto & Vírgula
Ponto & Vírgula, ou Ponto e Vírgula, foi uma dupla formada nos anos 70 pelo cantor e compositor Tukley e alguns eventuais parceiros.
Com Marcelo Fasolo, a dupla gravou o sucesso "Chacrilongo", em 1973.
Em 1975, o outro integrante da dupla era Lu Stopa, com o qual gravou o compacto duplo “O 5º beatle" / "Laika nóis laika (mas money que é good nóis não have)"”, na esteira do movimento da Jovem Guarda. O disco consagrou a música "Laika nóis laika (mas money que é good nóis não have)", executada mesmo nas décadas seguintes. Tanto é que nos anos 90 serviu de inspiração para os Mamonas Assassinas na composição da música 1406.
Posteriormente, Tukley, que também atuou como cover de Raul Seixas, integrou outro cantor à formação, e mudaram o nome para JB Trio.

## Discografia
- 1973 - Chacrilongo (Compacto Simples, RGE/Fermata)
- 1974 - Melô da Borboleta (Compacto Simples, RGE/Fermata)
- 1975 - O 5º Beatle / "Laika nóis laika (mas money que é good nóis não have)"[5] (Compacto Duplo, RGE/Fermata)
- 1976 - Se Você Disser Que Não Me Ama (Compacto Duplo/Gravadora Copacabana)